# Ischnura thelmae
Ischnura thelmae là một loài chuồn chuồn kim trong họ Coenagrionidae.
Ischnura thelmae được Lieftinck miêu tả khoa học năm 1966.